# Kurt Herbert Adler
Kurt Herbert Adler (Vienna, 2 aprile 1905 – San Francisco, 9 febbraio 1988) è stato un direttore d'orchestra austriaco naturalizzato statunitense.

## Biografia
Adler nacque in una famiglia di origine ebraica. Dopo gli studi musicali divenne assistente di Arturo Toscanini al Festival di Salisburgo nel 1936 dirigendo anche in Italia. A seguito dell'occupazione nazista dell'Austria nel 1938, fu costretto ad emigrare per evitare di finire nei campi di concentramento. Andò negli Stati Uniti ed approdò alla Lyric Opera of Chicago dove assunse l'incarico di assistente direttore del coro, incarico che mantenne per cinque anni.
Gaetano Merola, allora direttore generale della San Francisco Opera, seppe di lui e, per telefono, lo invitò alla San Francisco Opera, nel 1943, come maestro del coro.
Nei seguenti dieci anni, a seguito delle diminuite energie di Merola e della sua scarsa condizione di salute, finì progressivamente per assumere maggiori incarichi nella compagnia.
Adler non era comunque tagliato per il ruolo di manager e dopo la morte di Merola, giunta tra l'altro improvvisa nel 1953, venne confermato nell'incarico di direttore generale della San Francisco Opera.
I programmi di Adler, nell'assumere la direzione, erano variegati. Uno era espandere la stagione e, dalla stagione della San Francisco Opera del 1969, il cartellone di undici opere previde o cinque o sei rappresentazioni per ognuna con una stagione che andò avanti fino al mese di novembre. Egli fu molto propenso a cercare sempre nuovi cantanti, sia in Europa che negli Stati Uniti, e a questo scopo frequentava spesso i teatri minori. In terzo luogo, il suo interesse nello sviluppare forti collegamenti con i registi, allo scopo di far emergere i caratteri di drammaticità teatrale delle opere rappresentate, lo portò a stringere un sodalizio artistico con Jean-Pierre Ponnelle.
Un'altra innovazione da lui introdotta fu la creazione del Merola Opera Program, dal nome del fondatore della San Francisco Opera, e “Opera in the Park” che, dal 1971, diede luogo ad un concerto gratuito annuale al Golden Gate Park la domenica seguente alla serata di apertura della stagione autunnale.
Non fu considerato una persona facile con la quale lavorare, ma i risultati da lui raggiunti a San Francisco consentirono di migliorare sensibilmente la qualità artistica della compagnia attirando una notevole quantità di cantanti europei di prima grandezza, alcune all'inizio della loro carriera, pagate molto meno di quanto non potevano esserlo in teatri più famosi come quelli di New York o Chicago.
Si ritirò alla fine di dicembre del 1981 e continuò a dirigere fino alla morte avvenuta nel 1988.

## Discografia parziale
- Pavarotti, O holy night - Adler/NPO, 1976 Decca
- Verdi, La  Traviata - Anna Moffo/Robert Merrill/Batry  Morel, orch. Metropolitan 1960 Walhall WLCD 0320 ADD